# Moje modele (obraz Jacka Malczewskiego 1897)
Moje modele – obraz olejny Jacka Malczewskiego namalowany w 1897.
Obraz obecnie znajduje się w zbiorach Muzeum Narodowego w Krakowie (nr inw.  MNK II-b-159). Wymiary dzieła wynoszą – wysokość: 63 cm, szerokość: 36 cm (z ramą – wysokość: 75 cm, szerokość: 46 cm, głębokość: 4 cm). Na obrazie umieszczona jest sygnatura autorska J. Malczewski 1897.
Niewielki obraz Moje modele z 1897 ukazuje ogród przed krakowską pracownią artysty. Przez ogród przechodzą dwaj chłopcy znani z innych kompozycji (np. Madonna i dzieci z 1897) oraz faun – młody mężczyzna z koźlimi kopytami w wojskowym płaszczu. Wojskowy płaszcz pojawiał się wielokrotnie na obrazach Malczewskiego, symbolizując zniewolenie czy też ludzki los. Fantastyczne spotkanie chłopców i fauna może odnosić się do filozoficznych dylematów związanych ze źródłem sztuki i natchnienia, może też sugerować konieczność wsłuchiwania się w podszepty natury i własną intuicję.

## Udział w wydarzeniach
Obraz był lub jest prezentowany m.in. na poniższych wystawach:
- Bóg - Honor - Ojczyzna w malarstwie XIX wieku, 2016-04-29 – 2016-07-24; Muzeum Diecezjalne w Siedlcach
- Zawsze Młoda! Polska sztuka około 1900, 2012-09-26 – 2013-09-29; Krystyna Kulig-Janarek
- Jacek Malczewski, prace z kolekcji Muzeum Narodowego w Krakowie, z cyklu: "Arcydzieła polskiego malarstwa", 2017-04-28 – 2017-06-25; Muzeum Ziemi Lubuskiej
- Kraków 1900, 2018-06-22 – 2019-06-02; Muzeum Narodowe w Krakowie, Urszula Kozakowska-Zaucha
- Zawsze Młoda! Polska sztuka około 1900, 2015-10-29 – 2016-01-31; Krystyna Kulig-Janarek, Bogusław Ruśnica, Muzeum Narodowe w Krakowie